# Saveuse
Saveuse – miejscowość i gmina we Francji, w regionie Hauts-de-France, w departamencie Somma.
Według danych na rok 1990 gminę zamieszkiwały 864 osoby, a gęstość zaludnienia wynosiła 217 osób/km² (wśród 2293 gmin Pikardii Saveuse plasuje się na 333. miejscu pod względem liczby ludności, natomiast pod względem powierzchni na miejscu 969.).